# Qeqertalik
Qeqertalik est une commune groenlandaise, créée en 2018, dont le chef-lieu est Aasiaat.

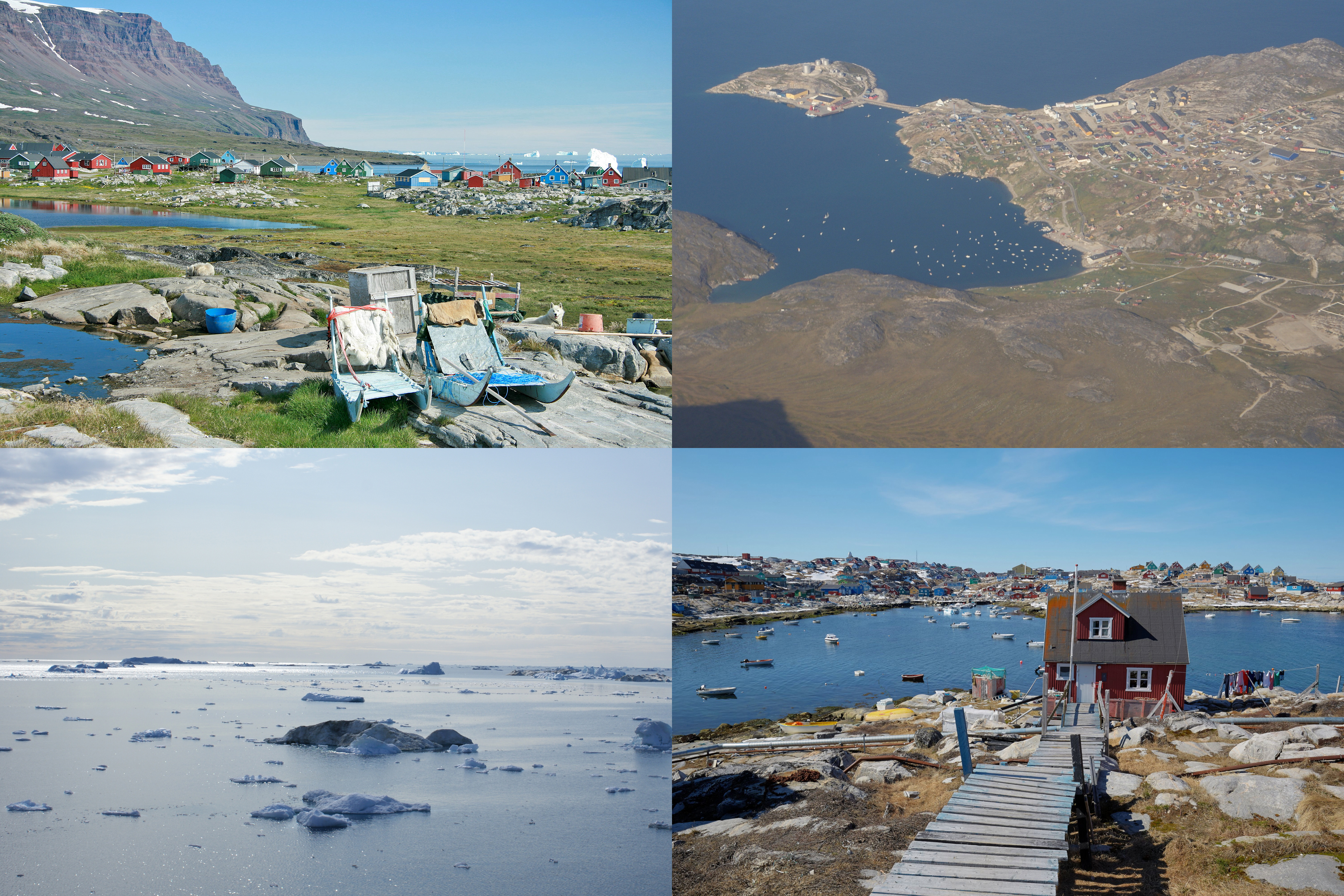
Dans le sens des aiguilles d'une montre à partir du haut à gauche : Qeqertarsuaq, Qasigiannguit, Aasiaat, Disko Bay

## Géographie

### Situation
La commune s'étend sur un territoire formant un quadrilatère orienté est-ouest sur l'île principale du Groenland, ainsi qu'un archipel bordé par la baie de Disko et l'île de Disko.

### Localités
Elle comprend Aasiaat, Kangaatsiaq, Qasigiannguit et Qeqertarsuaq.

## Histoire
La commune est créée le 1er janvier 2018 par la division de l'ancienne commune de Qaasuitsup.

## Démographie
La population s'élève à 6 340 habitants en 2020.

## Politique et administration
La commune est dirigée par un conseil de quinze membres, élus pour un mandat de quatre ans. Les dernières élections ont eu lieu le 6 avril 2021.
| Période | Période  | Identité   | Étiquette | Qualité |
| ------- | -------- | ---------- | --------- | ------- |
| 2017    | en cours | Ane Hansen | IA        |         |